# Мезецкий, Пётр Семёнович
Пётр Семёнович Мезецкий — князь, воевода на службе у московского князя Василия III.
Князь из рода Мезецких (верховские князья). Сын боярина Семёна Романовича Мезецкого, перешедшего на службу московскому князю Ивану III от литовского князя. Имел братьев Андрея, Ивана, Фёдора и Василия. Потомства не имел.
В мае 1512 года был послан на реку Угра в большой полк к воеводе Даниилу Щене «для посылок». В июне 1513 года принял участие в русско-литовской войне — водил из Дорогобужа на Смоленск сторожевой полк.